# Relations entre le Kosovo et la Serbie
Les relations entre la république du Kosovo et la république de Serbie remontent à la création du Kosovo lors de sa déclaration d'indépendance en 2008, indépendance que la Serbie ne reconnaît pas. Initialement, il n'y avait pas de relations entre les entités, mais les années qui ont suivi ont vu une augmentation des relations bilatérales entre les deux gouvernements.

## Contexte
- Kosovo
- États reconnaissant formellement l'indépendance du Kosovo
- États prévoyant de reconnaître formellement le Kosovo
- États ayant exprimé leur neutralité ou ayant reporté la reconnaissance du Kosovo
- États s'étant déclarés préoccupés par une déclaration d'indépendance unilatérale
- États ayant déclaré ne pas reconnaître l'indépendance du Kosovo
- États n'ayant pas exprimé de position

Reconnaissance internationale du Kosovo :
Kosovo
États reconnaissant formellement l'indépendance du Kosovo
États prévoyant de reconnaître formellement le Kosovo
États ayant exprimé leur neutralité ou ayant reporté la reconnaissance du Kosovo
États s'étant déclarés préoccupés par une déclaration d'indépendance unilatérale
États ayant déclaré ne pas reconnaître l'indépendance du Kosovo
États n'ayant pas exprimé de position (mis à jour le 13 août 2016)

Le Kosovo a unilatéralement déclaré son indépendance de la Serbie le 17 février 2008, une mesure non reconnue par la Serbie. En réaction, la Serbie a rappelé pour consultations ses ambassadeurs des pays qui avaient reconnu le Kosovo, (les ambassadeurs accrédités dans les pays européens y sont retournés en juillet 2008) et inculpé les dirigeants kosovars sur des accusations de haute trahison. Le 15 août 2008, le ministre serbe des Affaires étrangères Vuk Jeremić a déposé une demande à l'Organisation des Nations unies pour chercher un avis consultatif de la Cour internationale de justice. L'Assemblée générale des Nations unies a adopté cette proposition le 8 octobre 2008.

## Années 2008-2012
Depuis la déclaration d'indépendance, la Serbie a refusé de traiter directement avec la province autonome du Kosovo-Metohija, mais seulement par les médiateurs internationaux MINUK et EULEX. Cependant, il y a eu une certaine normalisation, à partir de 2011, lorsque l'Union européenne a persuadé la Serbie de discuter des questions frontalières mineures avec le Kosovo, en février 2013 ; à cette occasion, les présidents du Kosovo et la Serbie se sont réunis à Bruxelles. Les agents de liaison ont également échangé.
Le 27 mars 2012, quatre Serbes du Kosovo, dont le maire de Vitina, ont été arrêtés par la police du Kosovo en tentant de franchir la frontière contestée à Bela Zemlja pour retourner au Kosovo avec des matériaux pour la campagne électorale à venir. Ils ont ensuite été inculpés d'« incitation à la haine et à l'intolérance entre les groupes ethniques ».
Le lendemain, le syndicaliste Hasan Abazi a été arrêté avec son compatriote syndicaliste Adem Urseli par la police serbe en Serbie centrale/Kosovo, près de Gjilan. Abazi a été accusé d'espionnage et Urseli de trafic de drogue. Le ministre serbe de l'Intérieur, Ivica Dačić, a déclaré à propos des arrestations que « la police serbe n'a pas souhaité prendre cette approche, mais la situation ne pourrait évidemment plus continuer sans représailles… Si quelqu'un veut contester ces arrestations, nous avons la réponse ». Selon son avocat, Abazi a ensuite été placé à l'isolement. Le 30 mars, la Haute Cour de Serbie à Vranje a annoncé la mise en détention pour trente jours d'Abazi, pour des accusations d'espionnage datant d'un incident en 1999 dans lequel Abazi aurait donné des informations à l'OTAN. L'arrestation d'Abazi a été dénoncée par Amnesty International et Human Rights Watch comme étant « arbitraire ».

## Accords de 2013

### Octobre 2012 - avril 2013: négociations
Le 19 octobre 2012, les négociations de normalisation, pour lesquelles l'Union européenne a servi de médiateur, ont commencé à Bruxelles avec le Premier ministre serbe, Ivica Dačić, et le Premier ministre du Kosovo, Hashim Thaçi, lorsque les deux personnalités se sont assises à la table et ont entamé des pourparlers sur la normalisation des relations entre Prishtina et Belgrade. Atteindre un tel accord était une condition nécessaire à la candidature européenne de la Serbie. Les gouvernements ont atteint lentement des accords et offres sur divers domaines, tels que la liberté de mouvement, les diplômes universitaires, la représentation régionale, le commerce et les douanes internationales. À Bruxelles, la Serbie et le Kosovo sont convenus que la mise en œuvre de l'accord frontalier commencerait le 10 décembre 2012. Une rencontre historique a eu lieu le 6 février 2013, lorsque le président serbe Tomislav Nikolić et la présidente kosovare Atifete Jahjaga se sont assis à la même table pour la première fois, depuis que le Kosovo a déclaré son indépendance.
À la suite d'un accord en décembre 2012, les deux pays ont échangé des officiers de liaison qui travaillaient dans les locaux de l'Union européenne dans les deux capitales. Prishtina a qualifié ces officiers d'« ambassadeurs », alors que Belgrade a rejeté une telle désignation.
De hauts responsables de la Serbie ont rencontré le Haut Représentant de l'Union pour les affaires étrangères et la politique de sécurité, Catherine Ashton, à Bruxelles le 11 mars 2013 ; le président serbe Nikolić y a déclaré que la Serbie et le Kosovo étaient très près de signer un accord qui permettrait d'améliorer leurs relations.
Le 19 avril 2013, les deux gouvernements ont conclu une entente qui a été saluée comme une étape importante vers la normalisation des relations, qui permettrait à la Serbie et au Kosovo de devenir membres de l'Union européenne. Parmi les autres mesures, l'accord établit une police indépendante et la cour d'appel de la minorité serbe au Kosovo, mais n'équivaut pas à une reconnaissance de l'indépendance du Kosovo par Belgrade. Des dispositions à la suite du contrat sont proposées aux communautés serbes du nord du Kosovo. Dans les bulletins de nouvelles, Ashton a été citée en disant : « Ce que nous voyons est un pas qui éloigne du passé et, pour chacun d'eux, un pas de plus vers l'Europe », tandis que Thaçi a déclaré : « Cet accord va nous aider à guérir les blessures du passé si nous avons la sagesse et la connaissance de l'appliquer dans la pratique ».
Avec cet accord de normalisation, la Serbie — qui a le statut de candidat à l'adhésion à l'Union européenne depuis mars 2012 — renonça de facto à sa souveraineté sur sa « province » en échange de l'ouverture de négociations d'adhésion à l'Union européenne. La Commission recommande donc d'ouvrir les négociations d'adhésion avec Belgrade et de négocier un accord d'association avec Prishtina. Pour le Kosovo, cela risque d'être néanmoins assez compliqué étant donné que cinq pays de l'Union européenne refusent encore de reconnaître son indépendance. L'Espagne l'a d'ailleurs rappelé, le 25 avril 2013.
En réaction à cet accord, les serbes du Kosovo veulent créer une Assemblée provinciale — en accord avec la Constitution serbe — pour empêcher leur intégration au sein du Kosovo, le statut de ce dernier restant un imbroglio politico-juridique.

### Juin 2013: ratification de l'accord
L'accord fut ratifié par l'Assemblée du Kosovo le 28 juin 2013.
Le 7 août 2013, un accord fut annoncé entre les deux gouvernements afin d'établir des passages frontaliers permanents entre la Serbie et le Kosovo en 2014.
Le 9 septembre 2013, un accord est trouvé pour permettre au Kosovo de se porter candidat à l'attribution de son propre indicatif téléphonique. Deux jours plus tard, le gouvernement serbe annonce la dissolution des assemblées de la minorité serbe qui ont été créées au nord du Kosovo, afin de permettre l'intégration de la minorité serbe du Kosovo dans la population générale du Kosovo.
Début novembre 2015, 92 états votent pour la demande d'adhésion du Kosovo à l'UNESCO et 50 contre, soit un chiffre inférieur aux deux tiers nécessaires pour valider l'adhésion du pays à cette organisation, bien qu'il soit reconnu par 111 pays. Serbie et Russie refusent cette perspective d'adhésion, du fait de leur opposition au contrôle de quatre sites de l'Église orthodoxe serbe classés au patrimoine mondial de l'humanité par ce pays majoritairement musulman.

## Juillet 2020
Le 6 juillet 2020, Peter Stano (le porte-parole principal des affaires étrangères et de la politique de sécurité de l'Union européenne) annonce une rencontre entre le Premier ministre kosovar, Avdullah Hoti, et le président serbe, Aleksandar Vučić, afin de reprendre « les travaux visant à parvenir à un accord global et juridiquement contraignant sur la normalisation » des relations bilatérales entre le Kosovo et la Serbie. Le 10 juillet, le Kosovo et la Serbie acceptent de reprendre les discussions après un sommet vidéo organisé par le président français, Emmanuel Macron, et la chancelière allemande, Angela Merkel,. Le 12 juillet, les discussions reprennent avec un meeting virtuel entre le Premier ministre kosovar, Avdullah Hoti, et le président serbe, Aleksandar Vučić, sous la médiation de Josep Borrell, le chef de la diplomatie de l'Union européenne, et avec la participation de Miroslav Lajčák, l'envoyé spécial de l'UE, dans le but de normaliser les relations entre le Kosovo et la Serbie. Un meeting est prévu à Bruxelles le 16 juillet, une première depuis novembre 2018 dans le cadre d'un processus de dialogue soutenu par l'UE.

## Mai 2021
En mai 2021, le Premier ministre du Kosovo, Albin Kurti, déclare que Pristina va déposer une plainte pour « génocide » contre la Serbie durant la guerre de 1998-1999, devant la Cour internationale de justice (CIJ). Il s'agit d'une procédure longue et complexe, qui a une faible probabilité d'aboutir, selon les juristes.

## Juillet 2022
La crise du nord du Kosovo de 2022 est survenue à partir du 31 juillet 2022, lorsque des tensions entre la Serbie et le Kosovo ont été causées en raison de l'expiration de la période de validité de onze ans des documents pour les voitures le 1er août 2022, entre le gouvernement du Kosovo et la minorité serbe du nord du Kosovo.

## 2023
De nouvelles discussions le 14 septembre 2023 se soldent par un échec,.

## 2024
En février 2024, la Banque centrale du Kosovo impose l'euro comme seul instrument de paiement, bien que l'État n'appartienne pas officiellement à la zone euro. Les autres monnaies, en particulier le dinar serbe, sont en effet encore en circulation dans le pays, notamment dans les enclaves où vivent les membres de la minorité serbe du Kosovo. Albin Kurti, Premier ministre du Kosovo, déclare que l'imposition de l'euro s'attaque aux « flux financiers illégaux ». La décision, dénoncée par la Serbie, déclenche des protestations parmi la population serbe du nord du Kosovo (à Mitrovica) où le dinar serbe a cours. Sous la pression de la communauté mondiale, Pristina suspend pour trois mois l'interdiction des transactions commerciales en dinars serbes. Belgrade refuse de réaliser les transactions entre la Serbie et le Kosovo en euro et exprime son intention de verser des aides aux Serbes du Kosovo en dinars. Les Serbes accusent les autorités kosovares d'avoir tenté de faire fermer des organisations serbes au Kosovo sous prétexte de lutter contre le blanchiment d'argent et le terrorisme.
Le Kosovo poursuit ses efforts pour devenir membre du Conseil de l'Europe. Début mars 2024, le pays franchit une nouvelle étape vers cette adhésion en cédant au monastère orthodoxe serbe de Decani vingt-quatre hectares de terre contestée, pour sortir d'une impasse de huit ans. Plus tard au cours du même mois, l'Assemblée parlementaire du Conseil de l'Europe (APCE) recommande que le Kosovo soit invité à devenir membre du Conseil de l'Europe en dépit de fortes objections serbes. La Serbie, en réponse, menace de quitter le Conseil de l'Europe, dont elle est membre.
Le 20 mai 2024, la police kosovare ferme six succursales de la Banque d'épargne postale serbe du nord du Kosovo, en vertu d'un décret interdisant depuis février les transactions commerciales en dinars serbes,. L'opération a lieu quelques jours après une rencontre infructueuse à Bruxelles entre les représentants du Kosovo et de la Serbie avec l'assistance du Conseil de l'Europe.
En juin 2024, une rencontre prévue entre le Premier ministre du Kosovo Albin Kurti et le Président serbe Aleksandar Vučić à Bruxelles échoue à se tenir, après que le dirigeant serbe ait refusé les « préconditions » d'Albin Kurti, selon un fonctionnaire européen. Josep Borrell, haut représentant de l'UE pour les affaires étrangères et la politique de sécurité, souligne que beaucoup a déjà été fait pour normaliser les relations entre les deux pays, mais que la vitesse de ce processus ne dépend que de la volonté des deux parties.
En août 2024, la police kosovare perquisitionne puis fait fermer neuf bureaux de la poste serbe (Pošta Srbije) dans le nord du pays,. Ces actions constituent une nouvelle tentative du Kosovo d'établir le contrôle sur la totalité du pays, dont la région occupée en majorité par des Serbes dans le nord. Ces actions sont condamnées par l'UE.
En septembre 2024, une fuite d'informations du MI6 sur la campagne visant à discréditer le vice-Premier ministre serbe Aleksandar Vulin a lieu la veille de l'anniversaire de l'attaque de Banjska. La campagne vise à saper l'autorité du gouvernement serbe, ainsi que d'accuser le vice-Premier ministre d'avoir organisé l'attaque au nord du Kosovo. Ces événements ont un effet négatif sur les relations entre le Kosovo et la Serbie[réf. nécessaire].
En octobre 2024, Pristina décide de lever l'interdiction d'import des produits serbes, introduite en 2023, à un des postes-frontières, ce qui contribue à réduire le blocage du libre-échange, conformément aux exigences de l'ALECE.